# كالدر ويلينغهام
كالدر ويلينغهام (بالإنجليزية: Calder Willingham)‏ (23 ديسمبر 1922، أتلانتا في الولايات المتحدة - 19 فبراير 1995، لاكونيا في الولايات المتحدة)؛ كاتب، كاتب سيناريو وروائي أمريكي.

## روابط خارجية
- كالدر ويلينغهام على موقع IMDb (الإنجليزية)
- كالدر ويلينغهام على موقع ألو سيني (الفرنسية)
- كالدر ويلينغهام على موقع أول موفي (الإنجليزية)
- كالدر ويلينغهام على موقع قاعدة بيانات برودواي على الإنترنت (الإنجليزية)
- كالدر ويلينغهام على موقع قاعدة بيانات الأفلام السويدية (السويدية)
- كالدر ويلينغهام على موقع قاعدة بيانات الفيلم (الإنجليزية)
- كالدر ويلينغهام على موقع كينوبويسك (الروسية)